# خوسيه لويس راميريز (سائق سيارة سباق)
خوسيه لويس راميريز (بالإسبانية: José Luis Ramírez)‏ هو مهندس مكسيكي، ولد في 8 مايو 1979 في مدينة مكسيكو في المكسيك.